# 溫泉番付
溫泉番付（日语：／ Onsen banzuke）是日本溫泉地模仿大相撲番付的排名。

## 概要
據說最初的溫泉番付出現在江戶時代的安永至寬政年間（18世紀後半）。番付不以人氣而以效能的高低排列，所以有些番付在溫泉名之上記述效能。溫泉番付的東西異於大相撲的番付，單以東日本和西日本的溫泉分東西。但是，幕內下位的西日本欄也有東日本的溫泉。
溫泉番付是江戶、大坂等町人文化發達之地的町人製作，之後各地的溫泉地也有製作。當時番付的特徵是因製作的場所不同，溫泉地的排行也會變化。還有，有誤字、漏字或溫泉地不明的情況。但是，無論各地的溫泉番付的內容如何變化，大關（當時最高位）都是草津溫泉和有馬溫泉、勸進元都是湯之峰溫泉（番付內的本宮之湯）。
溫泉番付在江戶時代流行，明治時代以後番付的風習漸漸消失。

## 諸國溫泉功能鑑

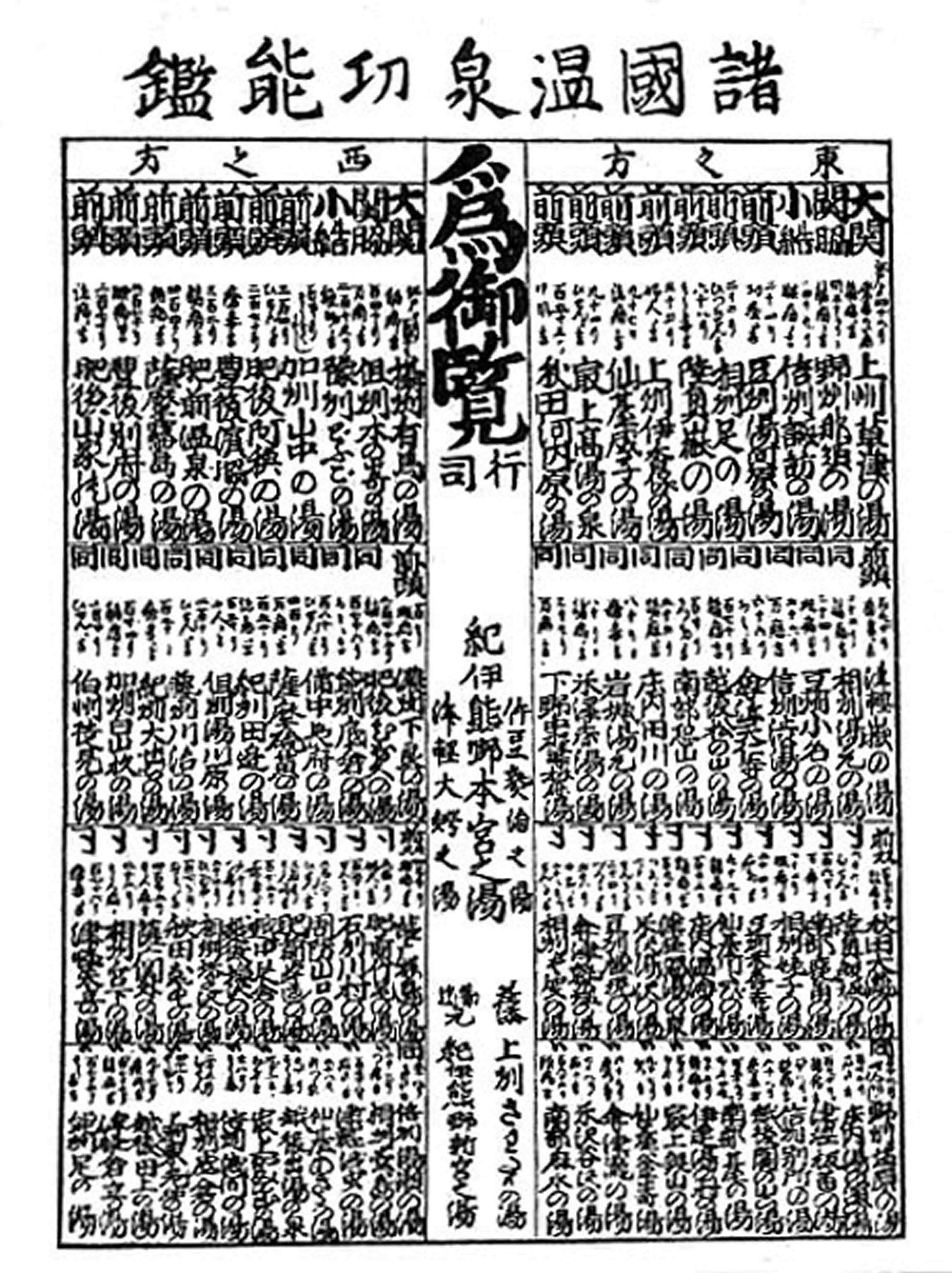
諸國溫泉功能鑑:嘉永4年（1851年）2月發行

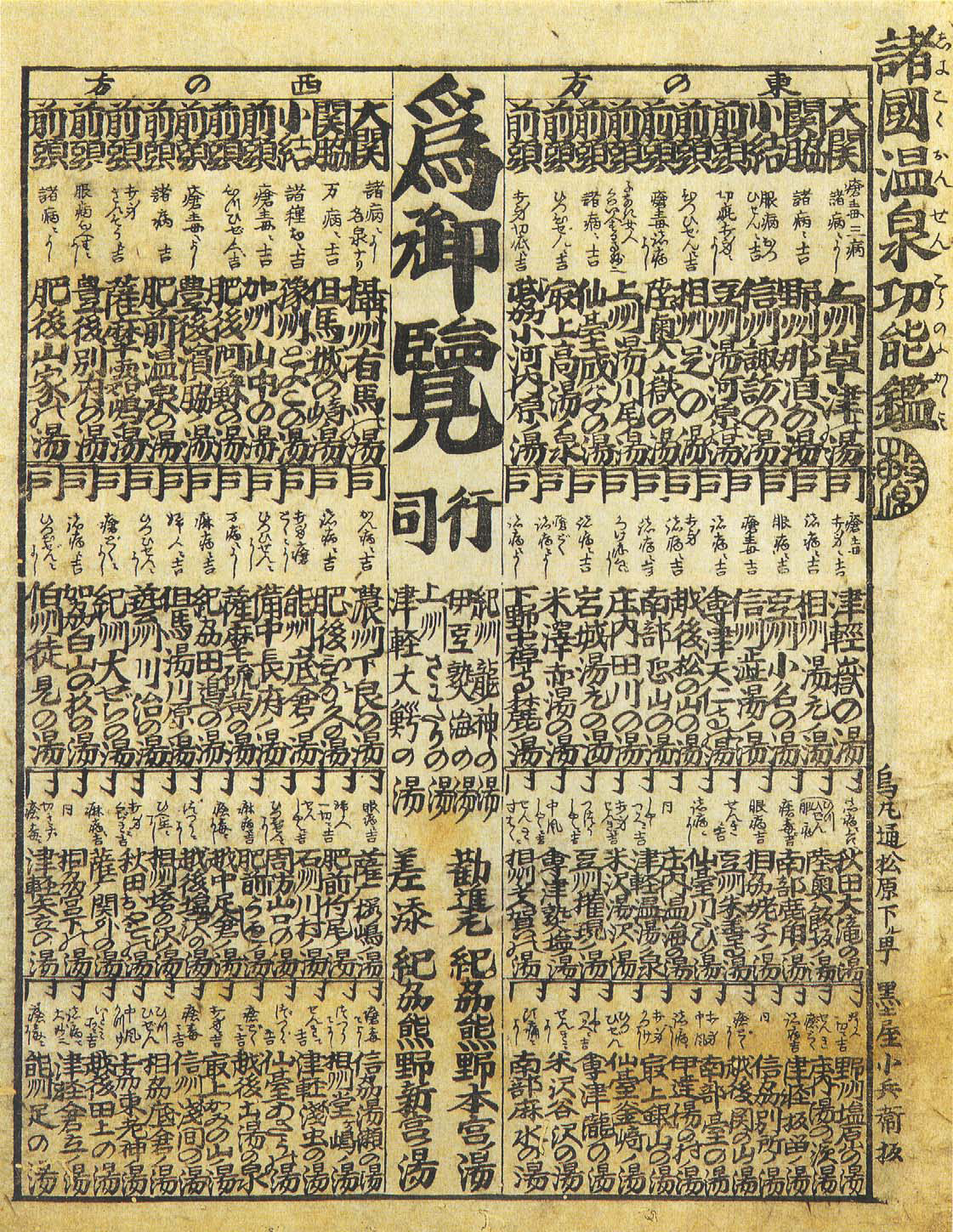
諸國溫泉功能鑑的筆寫版（江戶時代）

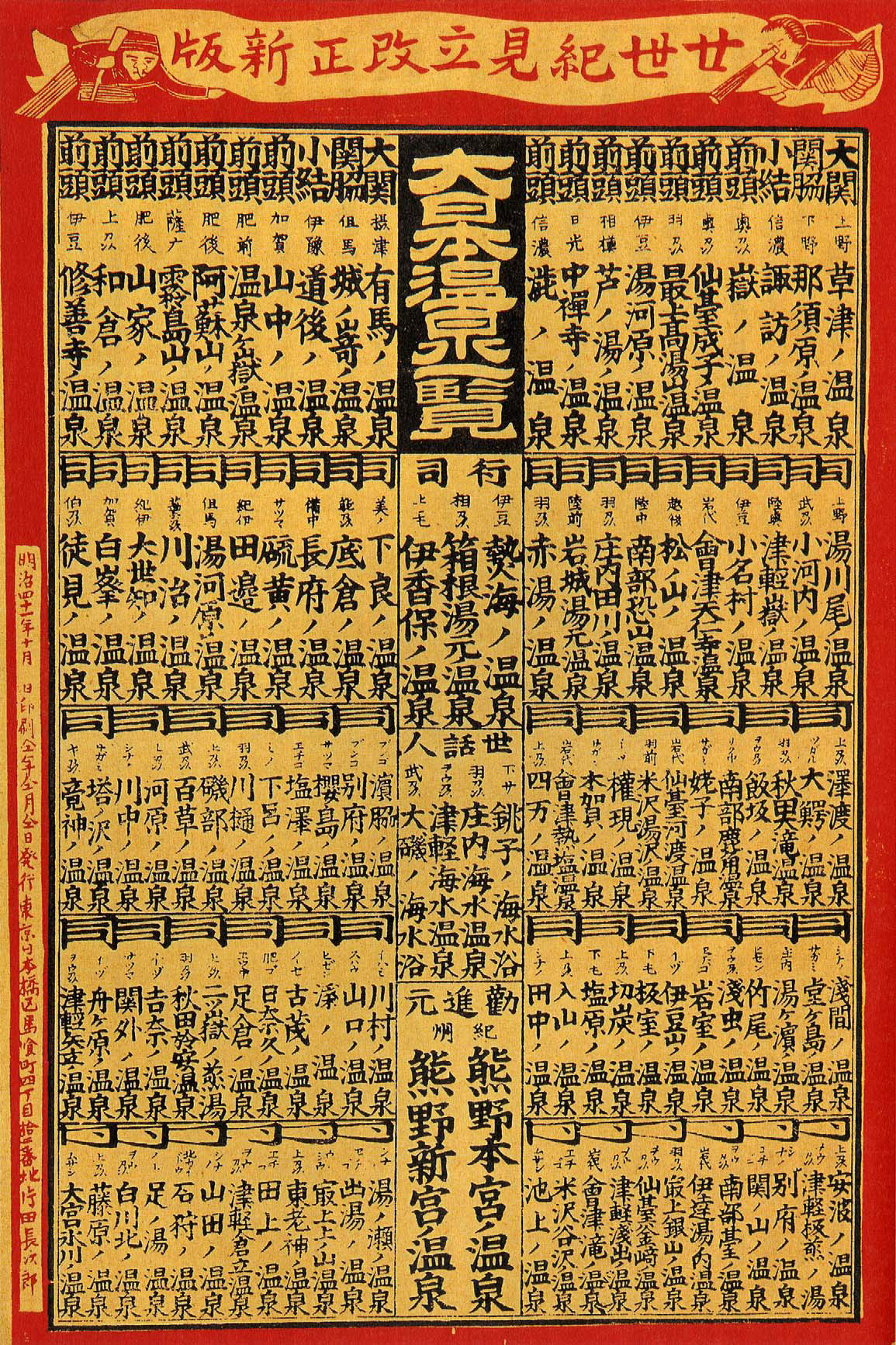
大日本溫泉一覽（20世紀見立改正新版、明治41年（1908年）

以下的溫泉番付之例「諸國溫泉功能鑑」是江戶時代後期文化14年（1817年）製作。當時的相撲尚無橫綱，最高位是大關。
| 番付        | 西               | 東               |
| ----------- | ---------------- | ---------------- |
| 大關        | 攝州有馬之湯     | 上州草津之湯     |
| 關脇        | 但馬城之崎之湯   | 野州那須之湯     |
| 小結        | 予州道後之湯     | 信州諏訪之湯     |
| 前頭（1段） | 加州山中之湯     | 豆州湯河原之湯   |
| 前頭        | 肥後阿蘇之湯     | 相州足之湯       |
| 前頭        | 豐後濱脇之湯     | 陸奧嶽之湯       |
| 前頭        | 肥前温泉之湯     | 上州湯川尾之湯   |
| 前頭        | 薩摩霧島之湯     | 仙台成子之湯     |
| 前頭        | 豐後別府之湯     | 最上高湯之泉     |
| 前頭        | 肥後山家之湯     | 武州小河內原之湯 |
| 前頭（2段） | 濃州下良之湯     | 津輕嶽之湯       |
| 前頭        | 肥後日奈久之湯   | 相州湯元之湯     |
| 前頭        | 能州底倉之湯     | 豆州小名之湯     |
| 前頭        | 備中長府之湯     | 信州澀湯之湯     |
| 前頭        | 薩摩硫黃之湯     | 會津天仁寺之湯   |
| 前頭        | 紀州田邊之湯     | 越後松之山之湯   |
| 前頭        | 但馬湯川原之湯   | 南部恐山之湯     |
| 前頭        | 藝州川治之湯     | 莊內田川之湯     |
| 前頭        | 紀州大世知之湯   | 磐城湯元之湯     |
| 前頭        | 加州白山之杦之湯 | 米澤赤湯之湯     |
| 前頭        | 伯州徒見之湯     | 下野中禪寺麓之湯 |
| 前頭（3段） | 薩摩櫻島之湯     | 秋田大瀧之湯     |
| 前頭        | 肥前竹尾之湯     | 陸奧飯坂之湯     |
| 前頭        | 石州河村之湯     | 南部鹿角之湯     |
| 前頭        | 周防山口之湯     | 相州姥子之湯     |
| 前頭        | 肥前漆之湯       | 豆州朱善寺之湯   |
| 前頭        | 越中足倉之湯     | 仙台川渡之湯     |
| 前頭        | 越後鹽澤之湯     | 莊內溫海之湯     |
| 前頭        | 相州塔之澤之湯   | 津輕溫湯之泉     |
| 前頭        | 秋田小安之湯     | 米澤湯澤之湯     |
| 前頭        | 薩摩關外之湯     | 豆州權現之湯     |
| 前頭        | 相州宮下之湯     | 會津熱鹽之湯     |
| 前頭        | 津輕矢立之湯     | 相州木賀之湯     |
| 前頭（4段） | 信州湯之瀨之湯   | 野州鹽原之湯     |
| 前頭        | 相州堂島之湯     | 莊內湯野濱之湯   |
| 前頭        | 津輕淺虫之湯     | 津輕板留之湯     |
| 前頭        | 仙台秋保之湯     | 信州別所之湯     |
| 前頭        | 越後出湯之湯     | 越後關之山之湯   |
| 前頭        | 最上上山之湯     | 南部台之湯       |
| 前頭        | 信州淺間之湯     | 伊達湯之村之湯   |
| 前頭        | 相州底倉之湯     | 最上銀山之湯     |
| 前頭        | 上州東老神之湯   | 仙台釜崎之湯     |
| 前頭        | 越後田上之湯     | 會津龍之湯       |
| 前頭        | 津輕倉立之湯     | 米澤谷澤之湯     |
| 前頭        | 能州足之湯       | 南部麻水之湯     |

## 關連項目
- 日本溫泉列表

## 外部連結
- 溫泉番付表 諸国溫泉功能鑑 （页面存档备份，存于）
- 米澤誠.  (PDF). 米澤誠の成果物の保存・公開書庫（リポジトリ）: ページ.   [2009-04-28]. （原始内容 (PDF)存档于2009-12-11）.
- にっぽんの温泉100選（観光経済新聞社） （页面存档备份，存于）